# Inglourious Basterds
Inglourious Basterds (absichtliche Falschschreibung für englisch Inglorious Bastards, etwa: „Unrühmliche Mistkerle“) ist ein US-amerikanisch-deutscher kontrafaktischer Kriegsfilm von Quentin Tarantino. Der Film erschien am 20. August 2009 in den Kinos. Es war sein finanziell größter Erfolg bis zum Erscheinen von Django Unchained im Jahr 2012.

## Handlung

### Kapitel 1: Es war einmal im von Nazis besetzten Frankreich
1941: Der Hof des Milchbauern Perrier LaPadite wird von Hans Landa, einem „Oberst der SS“, einer Inspektion unterzogen. Der auf das Auffinden von versteckten Juden spezialisierte Landa vermutet, dass der Bauer die seit der deutschen Besetzung Frankreichs verschwundene jüdische Familie Dreyfus – Milchbauern aus der Nachbarschaft – versteckt. In einem zunächst sehr höflichen, im weiteren Verlauf aber immer perfideren Gespräch erweckt Landa beim Bauern die Angst, er wisse genau Bescheid. Gleichzeitig bietet Landa ihm an, seine Familie zu verschonen und darüber hinaus sogar zu belohnen, wenn er kooperiere. Schließlich verliert der Bauer die Fassung und verrät das Versteck der Familie. Daraufhin eröffnen Landas SS-Männer das Feuer auf die unter den Fußbodendielen kauernde Familie. Als einzige Überlebende lässt Landa die Tochter Shosanna entkommen.

### Kapitel 2: Inglourious Basterds
In einer britischen Kaserne stellt der von Jim Bridger und Indianern abstammende Lieutenant Aldo Raine eine jüdische Kampftruppe zusammen. Diese wird hinter den feindlichen Linien in Frankreich abgesetzt, um so viele „Nazis in Uniform“ wie möglich zu töten. Lieutenant Raine verlangt seinen Männern zusätzlich ab, die Leichen nach der Vorgehensweise seiner indianischen Vorfahren zu skalpieren. Der Einheit gelingt die Landung, die Männer beginnen, das deutsche Heer durch Guerilla-Aktionen zu dezimieren, und begehen dabei zahlreiche Kriegsverbrechen, was ihnen unter den deutschen Soldaten den Namen Basterds einbringt. Um Berichte ihrer Taten und damit die Furcht vor den Basterds zu verbreiten, lassen sie einige Soldaten am Leben; Lieutenant Raine ritzt diesen jedoch vorher ein Hakenkreuz in die Stirn, um sie für immer als Nazis zu kennzeichnen, auch wenn sie ihre Uniform ablegen sollten.

### Kapitel 3: Deutscher Abend in Paris
1944: Shosanna Dreyfus betreibt unter dem Decknamen Emmanuelle Mimieux ein Kino in Paris. Shosanna und ihr dunkelhäutiger französischer Angestellter und Liebhaber Marcel haben das leerstehende Kino vor den Flammen gerettet. Die Geschichte, dass das Kino von Shosannas Tante vererbt sei, dient als Tarnung gegenüber den Nazis. Sie erweckt das Interesse des an Kinofilmen interessierten deutschen Scharfschützen Fredrick Zoller. Dieser ist zu Ruhm gelangt, indem er, von seiner Truppe abgeschnitten, von einem Glockenturm aus 250 feindliche Soldaten im Laufe von drei Tagen erschossen hat, bevor sich die verbliebenen 50 Soldaten zurückzogen. Dies wurde als deutscher Propagandafilm Stolz der Nation mit Zoller in der Hauptrolle verfilmt und soll nun in Paris uraufgeführt werden.
Zoller überredet Goebbels, die im Ritz geplante Uraufführung in Emmanuelles Kino zu verlegen. Als diese erfährt, dass Hans Landa (als Chef für die Sicherheit) und weitere hohe Nazis anwesend sein werden, fasst sie den Entschluss, zusammen mit Marcel das Kino während der Vorführung in Brand zu setzen, um alle Anwesenden zu töten.

### Kapitel 4: Operation Kino
Der britische Lieutenant Hicox erhält vom Alliierten Oberkommando den Befehl, sich den Basterds anzuschließen und sich mit der deutschen Schauspielerin Bridget von Hammersmark, die als Agentin für die Alliierten arbeitet, zu treffen. Sie arbeiten den Plan aus, dass sich von Hammersmark, Hicox und die beiden deutschen Mitglieder der Basterds Zugang zu der Premiere in Shosannas Kino verschaffen sollen, um dieses mitsamt dem anwesenden Adolf Hitler in die Luft zu sprengen. Bei ihrem Treffen im Kellergeschoss einer französischen Taverne werden sie jedoch vom anwesenden SS-Sturmbannführer Hellstrom enttarnt. Es kommt zu einer Schießerei, in der alle Anwesenden außer von Hammersmark und einem deutschen Soldaten namens Wilhelm sterben. Von Hammersmark wird jedoch angeschossen. Nachdem der deutsche Soldat, zunächst von Aldo Raine beruhigt, seine Waffe weggelegt hat, erschießt ihn von Hammersmark. Für die Operation Kino wird nun eine neue, jedoch schwächere Tarnung erstellt, und zwar von von Hammersmarks neuer Begleitung in Form eines italienischen Filmstabs, der aus Raine, Donowitz und Ulmer, einem weiteren Basterd, besteht. Unterdessen stellt Landa in der Taverne einen Damenschuh sowie ein Autogramm auf einem Taschentuch der von Hammersmark sicher, um welches Soldat Wilhelm sie gebeten hatte. Beides weist auf sie als feindliche Agentin hin, da sie sich nicht unter den Toten befindet.

### Kapitel 5: Die Rache des Riesengesichts
Shosanna hat ihre Vorbereitungen für die Brandstiftung in ihrem eigenen Kino abgeschlossen und betritt den Vorraum des Kinos. Die Basterds erscheinen, als italienischer Filmstab getarnt, zusammen mit Bridget auf der Premierenfeier. Zwei der Basterds, den „Bärenjuden“ Donowitz und Omar, schickt Landa auf ihre Sitzplätze, während Raine und Bridget von Landa in der Vorhalle festgehalten werden. Denn er hat – gut italienisch sprechend – die angeblichen Italiener inzwischen enttarnt. Nachdem Landa Bridget im Büro des Kinos offen des Verrats beschuldigt hat, erwürgt er sie und lässt Raine sowie Utivich gefangen nehmen. Landa unterbreitet Raine ein Angebot: Er sieht durch die Landung der Alliierten in der Normandie das Ende des Kriegs kommen und lässt den beiden im Kino verbliebenen Basterds freie Hand für die Durchführung des Attentats. Im Gegenzug fordert er Amnestie für die von ihm begangenen Verbrechen sowie materielle Güter und neben der US-amerikanischen Staatsbürgerschaft die Medal of Honor. In der Geschichtsschreibung soll später vor allem er als Initiator der Operation Kino und Beender des Zweiten Weltkriegs gelten. Das Alliierte Oberkommando stimmt über Funk den Forderungen zu. Anschließend fahren Landa, sein Funker, Raine und Utivich zur Front, wo sich Landa offiziell ergeben will.
Im Kino hat die Premiere begonnen. Marcel verbarrikadiert die Ausgänge des Kinosaals. Während der Vorstellung geht Zoller zum Projektorraum zu Shosanna, um erneut einen privaten Kontakt zu ihr zu finden. Um ihr Vorhaben nicht zu gefährden, schießt sie ihn nieder, wird dann aber von Zoller kurz vor seinem Tod ebenfalls erschossen. Unterdessen wird der Propagandafilm durch eine hinzugeschnittene Großaufnahme von Shosannas Gesicht unterbrochen. In dieser Szene enthüllt sie ihre jüdischen Wurzeln und gibt Marcel den Auftrag, das Kino anzuzünden, was dieser dann auch tut, indem er mit dem leicht entzündbaren Archiv an Nitrofilmrollen des Kinos die Leinwand zum Brennen bringt. Während unter den Gästen Panik ausbricht, stürmen die zwei im Kino verbliebenen Basterds die Loge, erschießen Hitler, Goebbels sowie weitere Regierungsmitglieder und feuern anschließend mit den Maschinenpistolen der zuvor getöteten Wachen auf die im Zuschauerraum eingeschlossenen Gäste. In den Rauch des Feuers wird noch immer das Gesicht Shosannas projiziert, das von der jüdischen Rache an den Nazis kündet. Anschließend explodieren die Sprengsätze der Basterds, und das gesamte Kino wird zerstört.
Unterdessen erreichen Raine und Landa die Front. Landa und sein Funker ergeben sich wie geplant, Raine erschießt jedoch den Funker und lässt ihn von Utivich skalpieren. Da er Landa nicht ungeschoren davonkommen lassen will, ritzt er auch ihm als dauerhaftes Schandmal ein Hakenkreuz in die Stirn. Mit dieser Szene endet der Film.

## Produktion

### Entstehungsgeschichte
Ende der 1990er Jahre bis Anfang 2000 verfasste Autorenfilmer Quentin Tarantino mehrere Drehbücher, darunter Inglourious Basterds. Der Film sollte im Zweiten Weltkrieg spielen. Im Oktober 2001 gab Tarantino erste Einblicke in das Drehbuch: „Es ist mein Haufen-von-Kerlen-mit-einer-Mission-Film. Es ist meine Version von Das dreckige Dutzend, Agenten sterben einsam und Die Kanonen von Navarone.“ Eine weitere Inspiration war Hitler – Dead or Alive, ein amerikanischer Propagandafilm aus dem Jahre 1942, in dem Hitler (gespielt vom Schauspieler Bobby Watson) wie in Inglourious Basterds ein vorzeitiges fiktives Ende findet.
Anfänglich war der Film als Western vorgesehen, entwickelte sich jedoch zu einer Art von Zwei glorreiche Halunken aus dem Zweiten Weltkrieg im von Nazis besetzten Frankreich. Der Inhalt wurde erneut geändert, und Tarantino sah für kurze Zeit als zentralen Bestandteil des Films zwei Einheiten der US Army vor.
Michael Madsen, der schon in Tarantinos Reservoir Dogs und Kill Bill gespielt hatte, sollte eigentlich eine Hauptrolle in Inglourious Basterds spielen, dessen Erscheinen für 2004 angesetzt war. 2002 hatte Tarantino bereits drei Drehbücher nahezu fertiggestellt, als er behauptete, der Film sei eine seiner besten Autorenleistungen, trotzdem finde er zu keinem Ende. Also machte er sich erst einmal daran, mit Uma Thurman den Zweiteiler Kill Bill zu drehen. Nachdem er dieses Projekt beendet hatte, kürzte er das Drehbuch zu Inglourious Basterds, das zu diesem Zeitpunkt einen Umfang von 222 Seiten hatte und nach seiner Meinung für drei Filme gereicht hätte. Die 2005er Version handelte von Soldaten, die der Exekution entkommen waren und nun die Alliierten unterstützen wollten.
Um den Film als Italowestern anzulegen, suchte Tarantino nach geeigneten Schauplätzen. Insbesondere war er darauf aus, Teile in einem spanischen Lokal zu drehen, wie man es in dieser Art von Western gewohnt ist, als Gaststätte für Amerikaner im Niemandsland. Vor allem gefiel ihm daran, dass er bei einem derartigen Film neben Musik von den Andrews Sisters und Édith Piaf auch musikalische Elemente wie Rap einsetzen könnte. Tarantino kündigte an, es werde episch, barbarisch und rassistisch, auf Seiten der Amerikaner ebenso wie auf Seiten der Nazis. Den Film wollte Tarantino in zeitlicher Nähe zum D-Day ansiedeln. Im November 2004 entschied er sich allerdings dafür, das Projekt erneut zurückzustellen. Er begann stattdessen mit der Produktion von Death Proof – Todsicher. Nach der Promotiontour zu Death Proof widmete er sich wieder Inglourious Basterds. Er setzte sich mit der Weinstein Company zusammen, um einen offiziellen Drehbeginn zu vereinbaren.
Im Juli 2008 entschieden sich Regisseur und Produktionsfirma, den Zeitplan so anzulegen, dass der Film 2009 im Wettbewerb der Internationalen Filmfestspiele von Cannes laufen könnte. Die Weinstein Company willigte ein, den Film mitzufinanzieren und in den Vereinigten Staaten zu vertreiben. Mit den Universal Pictures wurde ausgehandelt, dass sie mit ihrem neu gegründeten International Studio den Rest finanzieren und den Film international vermarkten würden. Einen Teil der Produktionskosten übernahm die Firma Zehnte Babelsberg Film, ein Tochterunternehmen der Studio Babelsberg AG.
Ende Juli 2008 reiste Quentin Tarantino zu Vorbereitungen nach Berlin. Seine Anwesenheit bewirkte großes mediales Interesse; so warteten beispielsweise stets mehrere Paparazzi vor seinem Hotel, und die Zeitungen berichteten fast täglich von neuen Spekulationen über Film und Darsteller. Eine feste Darstellerliste gab es zu diesem Zeitpunkt noch nicht, bestätigt waren lediglich Brad Pitt, Eli Roth und B. J. Novak.

Das Drehbuch tauchte im August 2008 im Internet auf

Das Drehbuch vom 2. Juli 2008 tauchte im August 2008 im Internet auf. Dass es sich dabei um das Original handelte, wurde offiziell weder bestätigt noch dementiert. Die Süddeutsche Zeitung und das New York Magazine gingen jedoch davon aus, dass es sich nur um das Original handeln könne: „Schon der Rhythmus der Sprache, die einzigartig verdrehte und doch unwiderstehliche Logik der Dialoge, der Humor in den Regieanweisungen – hach, es ist unverkennbar, Tarantino, wie er leibt und lebt.“ Das Skript wurde später als Taschenbuch veröffentlicht. Der Drehbuchtitel Inglourious Basterds variiert in der Schreibweise den Titel von Enzo G. Castellaris Film Ein Haufen verwegener Hunde (The Inglorious Bastards), der Tarantino inspirierte. Castellari und dessen damaliger Hauptdarsteller Bo Svenson treten in Tarantinos Film in Gastrollen auf.
Inglourious Basterds wurde als erster Wettbewerbsbeitrag für das Filmfestival von Cannes eingereicht und dort am 20. Mai 2009 gezeigt. Bei der Premiere sorgten Besucher wie Sharon Stone, Robert Pattinson, Ornella Muti, Dita Von Teese und Paris Hilton dafür, dass wegen des enormen Andrangs selbst „hoch akkreditierte Journalisten nicht mehr ins Kino kamen“.
Die Deutschland-Premiere fand am 28. Juli 2009 in Berlin statt, bevor der Film am 20. August 2009 in einer im Vergleich zur Cannes-Version um sechs Minuten verlängerten Version offiziell in die deutschen Kinos kam. In derselben Woche erschien der Film auch in zahlreichen anderen Ländern. Im deutschen Free-TV war der Film erstmals am 1. Mai 2012 ab 22:25 Uhr bei RTL zu sehen.

### Besetzung

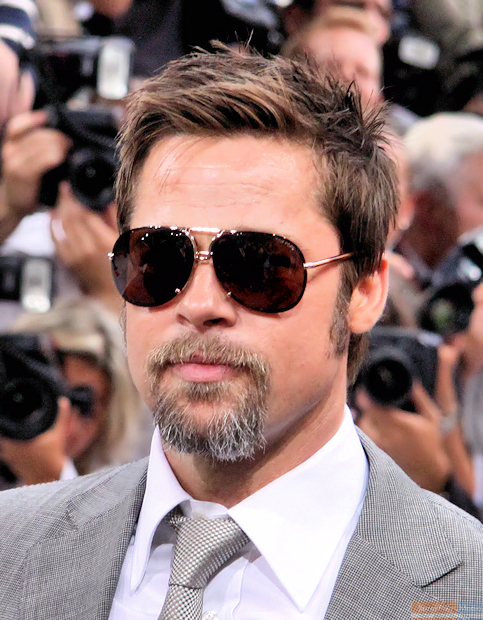
Brad Pitt bei der Premiere in Berlin

Die ersten Castings führte Quentin Tarantino im Juli 2008 durch. Dabei sickerte durch, dass er Brad Pitt als Lieutenant Aldo Raine und Leonardo DiCaprio als Hans Landa besetzen wollte. Am 15. Juli 2008 traf Tarantino Brad Pitt in Frankreich und konnte ihn von der Hauptrolle überzeugen. Eli Roth, der schon eine kleine Rolle in Tarantinos Death Proof – Todsicher spielte, bekam die Rolle des Sgt. Donnie Donowitz und war somit einer der ersten für den Film verpflichteten Schauspieler.
Einen Monat später wurde Mike Myers als Darsteller des britischen Generals Ed Fenech bekanntgegeben, die Besetzung DiCaprios wurde hingegen dementiert, da Tarantino für seine Rolle einen deutschsprachigen Schauspieler bevorzugte. Weiter bemühte sich der Regisseur um die Verpflichtung von Nastassja Kinski und David Krumholtz. Auch Adam Sandler wurde das Skript vorgelegt; dieser musste jedoch ablehnen, da sich die Dreharbeiten mit seinen anderen Projekten überschnitten. B. J. Novak unterzeichnete für die Rolle des jüdischen Soldaten Utivich. Durch Simon Pegg und Samm Levine sollte der Cast erneut ergänzt werden. Pegg musste das Angebot jedoch wenig später wieder ausschlagen, weil sich die Dreharbeiten des Films Paul – Ein Alien auf der Flucht von Greg Mottola mit denen von Inglourious Basterds überschnitten. Stattdessen kam der deutsch-irische Schauspieler Michael Fassbender für die Rolle des Lieutenant Archie Hicox in Frage.

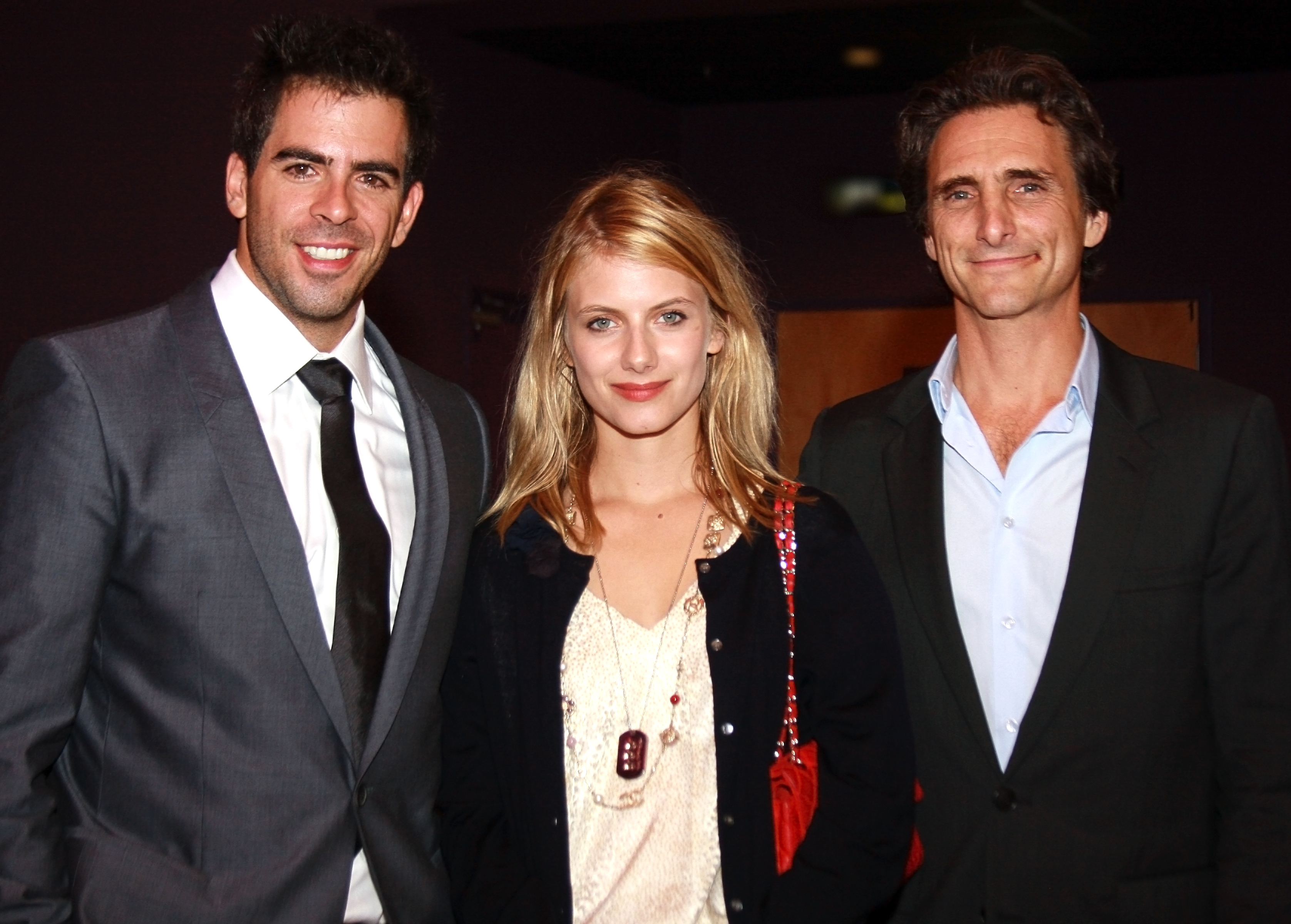
Darsteller Eli Roth, Mélanie Laurent und Produzent Lawrence Bender bei der Premiere im August 2009

Während der Filmfestspiele 2008 in Venedig gab Diane Kruger bekannt, sie habe am 27. August 2008 erfahren, dass sie „in Tarantinos nächstem Film mit Brad Pitt spielen werde“. Eigentlich war Nastassja Kinski für die Rolle vorgesehen. Überraschend sei das Angebot für Kruger gewesen, da die Rolle „etwas ganz anderes“ sei „als das, was [sie] bisher gemacht habe“ in ihrer Schauspielkarriere. Das Casting habe sich für Kruger schwierig dargestellt, denn Tarantino habe „alle vorsprechen lassen, […] mich wollte er aber nicht vorsprechen lassen, weil er mich in einem Film gesehen hatte, der ihm nicht gefiel. […] Tatsächlich war der einzige Grund, warum er mich vorsprechen ließ, dass irgendwann niemand mehr da war, der noch wollte“, so dass Kruger auf eigene Kosten von New York nach Deutschland flog, um Tarantino beim Casting zu treffen.
Anfang September 2008 wurde der für die Darstellung meist dunkler Charaktere bekannte Österreicher Christoph Waltz engagiert. Seine Figur des SS-Standartenführers Hans Landa war die zweite Ankündigung einer großen Hauptrolle im Film nach Brad Pitt. Diese Figur ist der bisherige Höhepunkt seiner Schauspielerkarriere, da er für seine Rolle als einziger Darsteller dieses Films vielfach preisgekrönt wurde.
Ebenfalls am 2. September 2008 ließ Tarantino Daniel Brühl und Til Schweiger, der im Vorfeld bereits mit dem Film in Verbindung gebracht worden und zu Castings erschienen war, als weitere Besetzung bekanntgeben. Schweiger war die fünfte deutschsprachige Schauspielerverpflichtung für den Film und auch ein weiteres Aushängeschild der deutschen Schauspielriege. Schweiger spielt einen brutalen, ehemaligen deutschen Feldwebel unter den Basterds. Brühl spielt als Fredrick Zoller einen kulturinteressierten, hochdekorierten deutschen Soldaten. Dabei handelt es sich um die Rolle, für die auch Leonardo DiCaprio im Gespräch gewesen war.
Samuel L. Jackson, der schon in Pulp Fiction und Jackie Brown mit Tarantino gearbeitet und einen Cameo-Auftritt in Kill Bill – Volume 2 hatte, interessierte sich für die Rolle des einzigen Schwarzen im Film. Die besagte Figur, Marcel, ist ein Filmvorführer, der jedoch ausschließlich französisch spricht. Die Rolle wurde daher an Jacky Ido vergeben. Jackson wirkte schließlich als Off-Erzähler im Film mit.
Am 20. September 2008 fand in Babelsberg ein Massencasting für mehrere Tausend Komparsen statt. Gesucht wurde vor allem nach blonden Männern zwischen 20 und 45 mit militärischer Erfahrung oder Amputationen. Das etwas ungewöhnliche Profil, dem ein Teil der Kleindarsteller entsprechen sollte, löste keine Proteste oder negative Reaktionen aus, denn es sei „in Ordnung. Im Krieg fallen nun mal Gliedmaßen und Köpfe ab“. Quentin Tarantino selbst war beim Massencasting nicht anwesend und beschäftigte sich mit möglichen Darstellern für wichtigere Rollen. Bei einem Casting kam er so zu der Berlinerin Jana Pallaske, für die er eigens eine Rolle schrieb. Am 27. September 2008 bewarben sich 2800 Frauen und Männer beim zweiten und letzten Massencasting um Komparsenrollen.
Ende September 2008 wurden mit August Diehl, Gedeon Burkhard, Christian Berkel, Arndt Schwering-Sohnrey und Sylvester Groth weitere deutsche Schauspieler gecastet. Berkel spielte 2005 in Der Untergang sowie 2008 in Operation Walküre – Das Stauffenberg-Attentat bereits in Zweite-Weltkrieg-Filmen. Groth, der Joseph Goebbels verkörpert, spielte diese Rolle schon in Mein Führer – Die wirklich wahrste Wahrheit über Adolf Hitler. Einige der letzten Bekanntmachungen zur Besetzung waren die Verpflichtungen von Omar Doom („Nate“ in Death Proof – Todsicher), Michael Bacall („Omar“ aus Death Proof – Todsicher, Lieferant in CSI: Den Tätern auf der Spur, Episode Grabesstille), Julie Dreyfus („Sofie Fatale“ in Kill Bill – Volume 1), Martin Wuttke, Richard Sammel, Sönke Möhring, Rod Taylor, Denis Ménochet und Cloris Leachman. Martin Wuttke kam zu seiner Rolle als Hitler durch seine Darstellung in Der aufhaltsame Aufstieg des Arturo Ui am Berliner Ensemble. Insgesamt drehte Tarantino mit 45 deutschen Schauspielern.

### Dreharbeiten
Am 9. September 2008 begannen die Dreharbeiten mit circa 200 Crew-Mitgliedern im sächsischen Hertigswalde nahe Sebnitz. Wechselhaftes Wetter führte jedoch dazu, dass einige in der Sächsischen Schweiz geplante Aufnahmen in das Filmstudio Babelsberg verlagert werden mussten. Die Dreharbeiten in der Sächsischen Schweiz, wo die Kulisse eines französischen Bauernhofes in Sebnitz entstand, dauerten gut eine Woche. In Sachsen wurde außerdem noch einen Monat später im 70 Kilometer entfernten Görlitz gedreht.
Nachdem Tarantino sich bereits im Juli und August 2008 in Berlin aufgehalten hatte, um Darsteller für seinen Film zu suchen, legte er sich im September auf einige Schauplätze der Dreharbeiten in Berlin-Brandenburg fest und begann mit den Drehvorbereitungen. Die ersten Proben fanden am 24. September statt. Die Dreharbeiten begannen dort am 13. Oktober, als auch Brad Pitt erstmals für Tarantino vor der Kamera stand. Bis zum 22. Oktober wurde unter Ausschluss von Publikumsverkehr im Fort Hahneberg in Spandau gedreht.
Bis Ende Oktober fanden die Dreharbeiten in der Kleinstadt Nauen statt, wo unter anderem das französische Lokal aufgebaut wurde, in dem die Soldaten Vergeltungsschläge gegen das Deutsche Reich planen.
Anfang August hielt sich Tarantino bereits in Görlitz auf, um Drehorte für den Film zu suchen, Ende September traf er sich mit dem Oberbürgermeister, Joachim Paulick. Er „will hier drehen, es ist ein wundervoller Ort“, gab er bekannt und legte sich auf Filmkulissen am Görlitzer Untermarkt und dem Schlesischen Museum fest. Am 1. November begannen die Dreharbeiten vor dem „prächtigen Stadtpanorama“. Die Altstadt von Görlitz, das mit 3.500 denkmalgeschützten Gebäuden größte Flächendenkmal in Deutschland, war schon in internationalen Produktionen wie In 80 Tagen um die Welt und Der Vorleser zu sehen. Sie bot sich als Drehort an, da es dort wenige moderne Bauten und wenig Leuchtreklame oder auffällige Schilder an den Häusern gibt.
Neben Berlin und Sachsen wurde am 19. Dezember 2008 an einem Tag in Paris gedreht.
Die meisten Drehtage fanden jedoch, für Tarantino untypisch, in Studios statt. Der überwiegende Teil der Dreharbeiten fand in den Ateliers und dem Freigelände des Studio Babelsberg in Potsdam statt, so unter anderem in der Außenkulisse Berliner Straße und in der Marlene-Dietrich-Halle, in denen u. a. das im Film explodierende Pariser Kino entstand.
Die Dreharbeiten wurden am 10. Februar 2009 beendet. Nach dem Dreh der letzten Szene zum Film verließ Tarantino abrupt das Filmset. Dazu sagte er selbst: „Ich bin einfach ein sehr emotionaler Mensch und nicht besonders gut darin, auf Wiedersehen zu sagen.“

### Finanzierung
Die Produktionskosten des Films betrugen 70 Millionen Dollar. Eine annähernd so hohe Summe wurde am Startwochenende an den Kinokassen eingenommen. Aus dem Deutschen Filmförderfonds erhielt Inglourious Basterds 6,8 Millionen Euro. Das Medienboard Berlin-Brandenburg förderte mit 600.000 Euro die Produktion. Die Mitteldeutsche Medienförderung steuerte 300.000 Euro bei.

### Regie
In seinen Filmen kombinierte Tarantino bisweilen verschiedene Genres. Zum ersten Mal drehte er mit Inglourious Basterds einen Kriegsfilm. Der Regisseur selbst versteht den Film als „eine Spur Reservoir Dogs, ein Spritzer True Romance und ein paar Tropfen Pulp Fiction“.
Eli Roth führt neben seiner Schauspielrolle Gastregie in dem Film. 2007 filmte er schon den Trailer Thanksgiving zum Double Feature Grindhouse von Robert Rodriguez und Quentin Tarantino. In Inglourious Basterds inszeniert er das Film-im-Film-Segment Stolz der Nation, einen nationalsozialistischen Propagandafilm, der Fredrick Zoller als erfolgreichsten Scharfschützen der Wehrmacht verherrlicht.
Zu Stolz der Nation wurde am 11. September 2009 eine Mockumentary, ein angebliches Making-of, veröffentlicht. Eli Roth bezieht als angeblicher Regisseur der 1940er Jahre Stellung zum Film, ebenso Daniel Brühl sowie weitere Schauspieler aus dem Film.

### Musik
Für die Auswahl des Soundtracks zum Film ist unter anderem Paul Aulicino verantwortlich. Ennio Morricone, zu dessen berühmtesten Arbeiten die Musik zu Western wie Spiel mir das Lied vom Tod und Zwei glorreiche Halunken zählen, sollte der eigentliche Komponist des Films werden. Es wäre das erste Mal gewesen, dass Tarantino für die Filmmusik einen professionellen Komponisten beauftragt hätte; hatte er doch zuvor noch behauptet, „dass er niemals neu komponierte Musik für einen seiner Filme verwenden wolle“. Bisher stellte er die Musik selbst zusammen beziehungsweise engagierte Robert Rodriguez für Kill Bill – Volume 2. Morricones Musik war schon in Kill Bill zu hören, wurde jedoch nicht speziell für den Film komponiert – ebenso wie die acht Werke, die in diesem Film von ihm zu hören sind. Da er während der Dreharbeiten seinen 80. Geburtstag feierte, lehnte er den Auftrag aus Zeitgründen ab, wodurch Tarantino wieder zu der Aussage kam, jemanden für die Musik seines Filmes zu engagieren, sei „abgeschmackt“. Der offizielle Soundtrack umfasst 14 Titel und erschien in Deutschland am 14. August 2009. Neben CD- und Vinylausgaben ist die Zusammenstellung auch als Download erschienen.
| Nr. | Titel                                 | Künstler                           | Originalfilm                     |
| --- | ------------------------------------- | ---------------------------------- | -------------------------------- |
| 1   | The Green Leaves of Summer            | Dimitri Tiomkin                    | Alamo (1960)                     |
| 2   | The Verdict                           | Ennio Morricone                    | Der Gehetzte der Sierra Madre    |
| 3   | L’incontro Con La Figlia              | Ennio Morricone                    | Ringo kommt zurück               |
| 4   | White Lightning                       | Charles Bernstein                  | Der Tiger hetzt die Meute (1973) |
| 5   | Il Mercenario (Reprisa)               | Ennio Morricone                    | Die gefürchteten Zwei            |
| 6   | Slaughter                             | Billy Preston                      | Slaughter                        |
| 7   | Algiers, November 1954                | Ennio Morricone & Gillo Pontecorvo | Schlacht um Algier               |
| 8   | The Surrender (La resa)               | Ennio Morricone                    | Der Gehetzte der Sierra Madre    |
| 9   | One Silver Dollar (Un Dollaro Bucato) | Gianni Ferrio                      | Ein Loch im Dollar               |
| 10  | Bath Attack                           | Charles Bernstein                  | The Entity                       |
| 11  | Davon geht die Welt nicht unter       | Zarah Leander                      | Die große Liebe (1942)           |
| 12  | The Man with the Big Sombrero         | June Havoc                         | Hi Diddle Diddle                 |
| 13  | Ich wollt ich wär ein Huhn            | Lilian Harvey & Willy Fritsch      | Glückskinder                     |
| 14  | Titelsong aus Katanga                 | Jacques Loussier                   | Katanga                          |
| 15  | Cat People (Putting Out Fire)         | David Bowie                        | Katzenmenschen (1982)            |
| 16  | Mystic and Severe                     | Ennio Morricone                    | Von Mann zu Mann (1967)          |
| 17  | The Devil’s Rumble                    | Mike Curb / The Arrows             | Devil’s Angels                   |
| 18  | Zulus                                 | Elmer Bernstein                    | Die letzte Offensive             |
| 19  | Tiger Tank                            | Lalo Schifrin                      | Stoßtrupp Gold                   |
| 20  | Un Amico                              | Ennio Morricone                    | Die perfekte Erpressung          |
| 21  | Eastern Condors                       | Sherman Chow Gam-Cheung            | Dung fong tuk ying               |
| 22  | Rabbia e Tarantella                   | Ennio Morricone                    | Allonsanfan (1974)               |

## Hintergrund und Geschichte

### Dokumentarfilme
Die kanadische Fernsehdokumentation The Real Inglorious Bastards (2012) der Regisseurin Min Sook Lee berichtet von realen Anti-Nazi-Kämpfern. Zwei Emigranten aus Deutschland und den Niederlanden waren ausgebildete OSS-Agenten des Kriegsministeriums der USA und organisierten zusammen mit einem desertierten österreichischen Offizier der Wehrmacht die sogenannte „Operation Greenup“, bei der unter anderem Anschläge auf 26 Züge durchgeführt wurden. Ähnlich wie am Ende des Films SS-Standartenführer Hans Landa (Christoph Waltz) seine Waffen Aldo Raine (Brad Pitt) aushändigt und sich als Gefangener ergibt, verhielt sich auch der Gauleiter von Tirol-Vorarlberg Franz Hofer gegenüber dem OSS-Spion Frederick „Fred“ Mayer. Dieser war ein emigrierter, deutschstämmiger jüdischer Amerikaner, der 1921 in Deutschland geboren wurde und als Spion/Soldat den „Real Inglorious Bastards“ angehörte. Nach Verhaftung durch die Nazis wurde er von diesen gefoltert, indem er kopfüber aufgehängt und ausgepeitscht wurde. Er sollte Spione und Verbündete verraten, widerstand jedoch. Ein Stabsarzt, der den zuständigen Gauleiter gut kannte, befreite ihn aus der Zelle. Er hatte ihm kurz zuvor das Leben gerettet, da er sich bemühte, die Folter zu beenden. In einem großen Zimmer saßen ranghohe Nazi-Offiziere gerade an einer Tafel und aßen, darunter auch Franz Hofer. Er hatte von Hitler den Auftrag erhalten, Innsbruck zu einer Festung auszubauen und bis zum letzten Mann zu verteidigen. Von diesem Vorhaben konnte ihn schließlich Fred Mayer abbringen und dazu überreden, sich zu ergeben. Ähnlich wie im Film übergab Hofer seine Waffen an den OSS-Agenten Frederick Mayer und wurde sein Gefangener, noch bevor die amerikanischen Truppen am Schauplatz eintrafen.
Die Dokumentation Killing Nazis (2013), die sich ebenfalls auf Inglourious Basterds bezieht, stellt einen aus Österreich stammenden jüdischen Emigranten vor, der der Hagana angehörte und kurz nach Kriegsende zusammen mit anderen ausgebildeten Kämpfern österreichische SS- und Gestapoangehörige hinrichtete.

### Filmische Anspielungen

Tarantino im Goldenen Buch von Bad Schandau

Das Kapitel 1 spielt durch die Einleitung mit Ennio-Morricone-Musik und der Zeile „Once Upon A Time in Nazi-Occupied France“ („Es war einmal im Nazi-besetzten Frankreich“) auf den Italo-Western Spiel mir das Lied vom Tod an, dessen englischer Originaltitel „Once Upon a Time in the West“ lautet.
Die Pfeife, die Oberst Landa im Kapitel 1 in dem Moment aus dem Mund nimmt, als der Milchbauer anfängt, die Nerven zu verlieren, ist eine Calabash aus einem s-förmigen Kürbis mit gelber Oberfläche und einem Einsatz aus Meerschaum, wie Sherlock Holmes sie berühmt gemacht hat. Landa bezeichnet sich später auch als „Detektiv“. Oberst Landa spricht im Film etliche „Handlanger“ der Deutschen, deren Namen ihm nicht geläufig sind, einfach mit dem klischeehaften altdeutschen Namen Hermann an.
Laut einem Artikel von Hanns-Georg Rodek in Die Welt spielte Quentin Tarantino bei verschiedenen Namen auf historische Vorbilder an: Aldo Raine sei vom Typ und Namen an den Hollywood-Schauspieler der fünfziger Jahre, Aldo Ray, angelehnt. Der Name von Raines Rekrut Corporal Wilhelm Wicki leite sich von dem österreichisch-schweizerischen Schauspieler und Regisseur Bernhard Wicki ab. Feldwebel Hugo Stiglitz spiele auf den gleichnamigen mexikanischen Schauspieler an. Die Figur Fredrick Zoller imitiere das Leben von Audie Murphy. Der Name Donnie Donowitz spiele auf Lee Donowitz aus True Romance an, und der Name von General Ed Fenech sei eine Anspielung auf die Schauspielerin Edwige Fenech. Der italienische Tarnname Antonio Margheriti, der im letzten Kapitel Verwendung findet, ist eine direkte Hommage an den italienischen Regisseur gleichen Namens, der von den 1960er bis 1990er Jahren zahlreiche B-Movies in unterschiedlichen Genres, darunter auch einige Söldnerfilme, drehte.
Da sich Tarantino in einem Stern-Interview als Fan deutscher Kinoproduktionen der 1960er Jahre bezeichnet hat, ist auch das Auftauchen der Namen Winnetou und Edgar Wallace beim „Wer bin ich“-Spiel in der Tavernen-Sequenz als Anspielung auf die betreffenden Filmserien zu werten.
Neben diesen Anspielungen gibt es auch zahlreiche Verweise auf die reale damalige Filmwelt. Die Regisseure G. W. Pabst und Leni Riefenstahl finden ebenso Erwähnung wie Komiker Max Linder und Filmstar Danielle Darrieux. In Shosannas Kino läuft Pabsts Die weiße Hölle vom Piz Palü, abgelöst durch Le Corbeau (dt. Der Rabe) von Henri-Georges Clouzot. Goebbels reagiert allergisch auf die Erwähnung von Lilian Harvey, der Hauptdarstellerin von Glückskinder (engl. Lucky Kids). Pola Negri, Brigitte Helm und Brigitte Horney sowie King Kong müssen beim „Wer bin ich“-Spiel in der Taverne erraten werden. Bei der Premiere von Stolz der Nation ist der deutsche Filmstar Emil Jannings anwesend. Die „Mini-Doku“ über die leichte Entflammbarkeit von Zelluloid enthält einen Ausschnitt aus Alfred Hitchcocks Sabotage.

### Cameo-Auftritte
Der italienische Regisseur Enzo G. Castellari ist im letzten Kapitel einen kurzen Moment lang zu sehen. Samuel L. Jackson als Erzähler und Harvey Keitel als General am Telefon haben eine Stimmrolle, beide sind mit Tarantino aus früheren Filmen vertraut.
Tarantinos Hände sind in der Szene zu sehen, in der Bridget von Hammersmark erwürgt wird. Seiner Meinung nach wirke es oft unecht, „wenn jemand in einem Film erwürgt wird“. Weiter meinte er dazu: „Ich wollte die Szene nicht irgendeinen Stuntman machen lassen. Da geht es um Vertrauen, und ich wollte diese Situation hundertprozentig selbst kontrollieren.“ Außerdem ist er in dem Film-in-Film-Segment Stolz der Nation als erster skalpierter Nazi zu sehen.
Bela B Felsenheimer ist – einen Satz sprechend – kurz als Platzanweiser im Kino zu sehen.

### Alternative Fassungen
Die deutsche und die im britischen Fernsehen gezeigte Fassung ist ca. 50 Sekunden länger als die internationale Version. Die Szene in der Taverne, als die Deutschen Kartenraten spielen und ein Soldat versucht, seine Karte mit der Aufschrift „Winnetou“ zu erraten, ist in der deutschen Version länger. In anderen Ländern ist diese Szene auf Blu-Ray-Disc im Bonusmaterial erhältlich. Die deutsche Kino-, DVD- und BD-Version ist die einzige, in der diese Szene in den Film integriert wurde.
Da in der deutschen Fassung englische Dialoge ins Deutsche synchronisiert wurden, mussten dabei einige Änderungen vorgenommen werden. So wurden die Dialoge in der Szene zwischen Aldo Raine, Wilhelm Wicki und dem Gefreiten Butz verändert, da im Original Wicki zwischen Deutsch und Englisch dolmetscht, in der deutschen Fassung jedoch beide Parteien Deutsch sprechen. In einigen französischen Dialogen wurde das Wort anglais („englisch“) durch allemand („deutsch“) ersetzt, beispielsweise in der Szene, in der Landa um Erlaubnis bittet, in die jeweilige Sprache zu wechseln.
In Russland wurden zwei Versionen vertrieben. Die eine wurde als „Kinofassung“ betitelt (киноверсия); in dieser wurden englische und deutsche Dialoge russisch synchronisiert und die französischen und italienischen Dialoge wurden untertitelt. Die zweite Version wurde vom Verleih als „Director’s Cut“ bezeichnet (режиссерская версия); in dieser wurden nur die englischen Dialoge synchronisiert, und die deutschen, italienischen und französischen Dialoge wurden analog der US-Fassung untertitelt. Die russische DVD enthält beide Synchronisationen, die russische Blu-Ray-Disc jedoch enthält nur die Synchronisation des „Director’s Cut“.

### Titelschriftzug

Filmlogo mit Hakenkreuz in der ursprünglichen Version

§ 86a StGB stellt das Verwenden von Kennzeichen verfassungswidriger Organisationen in Deutschland unter Strafe, worunter auch Hakenkreuze fallen. Durch den Verweis auf § 86 Abs. 3 StGB gilt das zwar nicht, wenn die Verwendung der Kunst oder „ähnlichen Zwecken“ dient. Doch da nicht sicher war, ob z. B. auch die Filmwerbung mit derartigen Kennzeichen unter die Ausnahmeregelung fällt, wollte man kein rechtliches Risiko eingehen. So wurde aus dem Titelschriftzug des Films das Hakenkreuz entfernt, das im Buchstaben „O“ im Original zu sehen ist; auch Hakenkreuze auf Helmen und im besagten Schriftzug auf Werbepostern wurden entfernt. Die französischen DVD- und BD-Artworks sind identisch bearbeitet, sodass kein Hakenkreuz im Titel erscheint.

## Synchronisation
Die deutsche Synchronisation entstand im Auftrag der Berliner Synchron GmbH, unter der Dialogregie von Norman Matt. Das Dialogbuch schrieb Alexander Löwe. Deutschsprachige Schauspieler wurden dazu verpflichtet, ihre Rollen in der deutschen Synchronisation zu synchronisieren.
| Rolle                                 | Schauspieler                | Deutscher Synchronsprecher |
| ------------------------------------- | --------------------------- | -------------------------- |
| Lieutenant Aldo Raine                 | Brad Pitt                   | Tobias Meister             |
| SS-Standartenführer Hans Landa        | Christoph Waltz             | Christoph Waltz            |
| Lieutenant Archie Hicox               | Michael Fassbender          | Norman Matt                |
| Sgt. Donny Donowitz                   | Eli Roth                    | Tobias Kluckert            |
| Bridget von Hammersmark               | Diane Kruger                | Diane Kruger               |
| Fredrick Zoller                       | Daniel Brühl                | Daniel Brühl               |
| Feldwebel Hugo Stiglitz               | Til Schweiger               | Til Schweiger              |
| Shosanna Dreyfus / Emmanuelle Mimieux | Mélanie Laurent             | Emily Behr                 |
| Cpl. Wilhelm Wicki                    | Gedeon Burkhard             | Gedeon Burkhard            |
| Marcel                                | Jacky Ido                   | Jacky Ido                  |
| PFC Smithson Utivich                  | B. J. Novak                 | Rainer Fritzsche           |
| Omar Ulmer                            | Omar Doom                   | Nico Mamone                |
| Joseph Goebbels                       | Sylvester Groth             | Sylvester Groth            |
| SS-Sturmbannführer Dieter Hellstrom   | August Diehl                | August Diehl               |
| Perrier LaPadite                      | Denis Ménochet              | Gil Gavois                 |
| Adolf Hitler                          | Martin Wuttke               | Martin Wuttke              |
| Oberfeldwebel Wilhelm                 | Alexander Fehling           | Alexander Fehling          |
| General Ed Fenech                     | Mike Myers                  | Oliver Rohrbeck            |
| Feldwebel Werner Rachtman             | Richard Sammel              | Richard Sammel             |
| Winston Churchill                     | Rod Taylor                  | Klaus Sonnenschein         |
| Gefreiter Butz                        | Sönke Möhring               | Sönke Möhring              |
| PFC Hirschberg                        | Samm Levine                 | Christoph Banken           |
| Kliest (Stimme)                       | Christian Brückner (Stimme) | Christian Brückner         |
| Erzähler (Stimme)                     | Samuel L. Jackson (Stimme)  | Engelbert von Nordhausen   |

## Rezeption

### Kritiken
Die Bewertungen des Filmes in den Medien sind unterschiedlich. Direkt nach der Premiere in Cannes bezeichnete die BBC Inglourious Basterds als Tarantinos besten Film seit Pulp Fiction; Brad Pitt sei „hervorragend“. Das Magazin Empire meinte, Inglourious Basterds untergrabe die Erwartungen des Zuschauers an jeder Ecke. Michael Fassbender könne mit diesem Film zum Star werden. Für Christoph Waltz empfahl Empire gar eine Oscar-Nominierung, zu der es schließlich auch tatsächlich kam und die auch noch mit der Auszeichnung belohnt wurde. Zudem gebe es „zwei oder drei Szenen, die mit allem aus Tarantinos Karriere konkurrieren können.“
Lars-Olav Beier hingegen schrieb auf Spiegel Online: „Tarantino beginnt mit totalem Stillstand – und nimmt danach langsam das Tempo heraus. Ohne jedes Gefühl für Timing walzt er seine Geschichte geschlagene 160 Minuten lang über die Leinwand.“ Im selben Magazin hieß es drei Monate später jedoch: „[…] in Inglourious Basterds findet sich die kaum ironisch gebrochene Feststellung, dass hier ein Meisterwerk zu bewundern sei – doch diesmal hat Quentin Tarantino mit dem visuellen Gedächtnis eines Elefanten, der Subtilität einer Dampfwalze und seiner aufrichtigen Leidenschaft für das Weltkino tatsächlich etwas geschaffen, von dem nach dem Abspann weit mehr als die Summe der einzelnen Teile bleibt.“
Laut Tobias Kniebe von der Süddeutschen Zeitung enthält der Film viel mehr tiefere Wahrheiten als zunächst angenommen. „Da ist die Sprache als Waffe, zum Beispiel, die alle Sturmgewehre und Baseballschläger an Gefährlichkeit weit übertrifft. Die skalpschlitzenden ‚Basterds‘, trotz ihrer Dominanz im Titel, kommen da nicht so gut weg – teilweise verliert sie der Film fast aus den Augen. Und wenn er nicht gerade selbst eine tolle Rede schwingen darf, friert das aufgesetzte Hillbillie-Grinsen in Brad Pitts Gesicht etwas unglücklich fest. Umso mehr rückt die Gewandtheit der anderen Darsteller, die fast alle mehrsprachig agieren, in den Vordergrund.“ Für Verena Lueken von der Frankfurter Allgemeinen Zeitung ist der Film hingegen eher eine Enttäuschung, über weite Strecken jedenfalls: „Der irre Druck, unter dem Tarantino diesen Film gedreht hat, und die Eile haben den Film nicht dicht, sondern weitschweifig gemacht.“
Schon bevor die Dreharbeiten zu Inglourious Basterds begannen, stellte Tobias Kniebe von der Süddeutschen Zeitung fest: „All die deutschen Historiker und Kommentatoren, die bei Tom Cruise und seinem doch sehr um Korrektheit bemühten Stauffenberg schon wild nach Luft schnappten – die wird es bei ‚Inglourious Basterds‘ vor Schreck auf der Stelle zerreißen. Und vielleicht ist das genau der Plan.“ Die Feststellung wurde unter anderem in der Fachzeitschrift The Hollywood Reporter beziehungsweise in der Washington Post aufgegriffen.
Georg Seeßlen sieht in Tarantinos Film „eine Rachephantasie, die sich um die historische Realität nicht kümmert, weil für Tarantino sowieso schon immer das Kino die bessere Wirklichkeit war. Diese Unverschämtheit, die Geschichte einfach zu ignorieren, hat bislang noch kein Film gehabt“.
Während er die Besetzung lobt und Tarantinos handwerkliche Meisterschaft anerkennt, resümiert Jens Jessen in der Zeit, Tarantino missbrauche die Nazis „für eine Filmästhetik jenseits aller moralischen Absicht. Das könnte uns vielleicht noch egal sein. Aber das Schicksal der Juden wird damit auch missbraucht – und das sollte uns nicht egal sein. Das Brutalste des Films ist seine Leichtfertigkeit. Es ist ihm alles nur ein blutiger Scherz.“
Die Durchschnittsbewertung der Kritiken von Rotten Tomatoes liegt derzeit bei 89 %. Auf der Seite Metacritic erhielt der Film eine Zuschauerwertung von 7,9 und „allgemein positive Rezensionen“.

### Auszeichnungen und Nominierungen

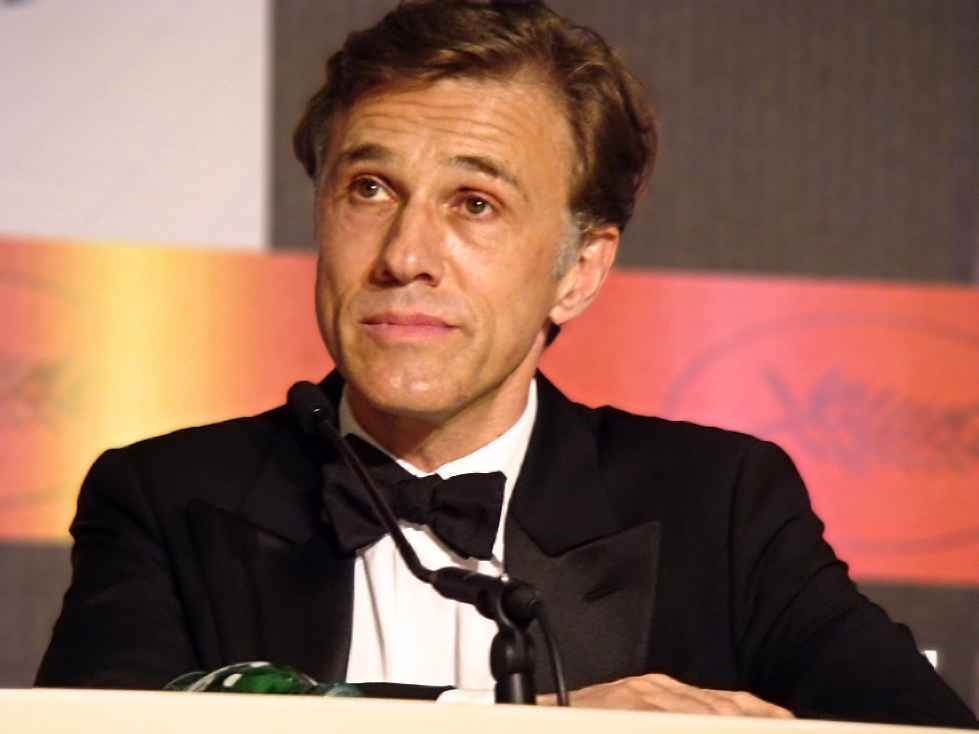
Christoph Waltz, Cannes 2009

Christoph Waltz erhielt 2009 für die Rolle des Hans Landa den Darstellerpreis der 62. Filmfestspiele von Cannes, 2010 den Oscar als Bester Nebendarsteller, den Golden Globe Award als Bester Nebendarsteller, den Screen Actors Guild Award und den British Academy Film Award als Bester Nebendarsteller sowie den deutschen Medienpreis Bambi in der Kategorie „Film International“.
Der Film wurde zudem für die Goldene Palme nominiert, die wichtigste Auszeichnung der Filmfestspiele von Cannes.
Quentin Tarantino war mit diesem Film bei den Golden Globe Awards 2010 in den Kategorien Beste Regie, Bester Film (Drama) und Bestes Filmdrehbuch nominiert, konnte jedoch keine der begehrten Trophäen für sich gewinnen.
Der Film wurde in den Kategorien Bester Film, Beste Regie, Bestes Originaldrehbuch, Bester Nebendarsteller, Bester Schnitt, Beste Kamera, Bester Ton und Bester Tonschnitt für insgesamt acht Oscars nominiert.
2016 belegte Inglourious Basterds bei einer Umfrage der BBC zu den 100 bedeutendsten Filmen des 21. Jahrhunderts den 62. Platz.
Die Deutsche Film- und Medienbewertung (FBW) verlieh dem Film das Prädikat besonders wertvoll.